# The Kingdom
The Kingdom er en amerikansk film fra 2007 instrueret af Peter Berg og med Jamie Foxx, Chris Cooper, Jeremy Piven, Jason Bateman, Jennifer Garner og Ashraf Barhom i hovedrollerne.

## Medvirkende
- Jamie Foxx
- Ashraf Barhom
- Chris Cooper
- Jennifer Garner
- Jason Bateman
- Kyle Chandler
- Richard Jenkins
- Jeremy Piven
- Ali Suliman